# Blang Dalam (Tangse)
Blang Dalam is een bestuurslaag in het regentschap Pidie van de provincie Atjeh, Indonesië. Blang Dalam telt 510 inwoners (volkstelling 2010).